# Malînivka, Șîroke
Malînivka (în ucraineană Малинівка) este un sat în comuna Cervone din raionul Șîroke, regiunea Dnipropetrovsk, Ucraina.

## Demografie
Componența lingvistică a localității Malînivka
     Ucraineană (97,44%)
     Rusă (2,56%)
Conform recensământului din 2001, majoritatea populației localității Malînivka era vorbitoare de ucraineană (97,44%), existând în minoritate și vorbitori de rusă (2,56%).